# Sangue blu
Sangue blu és una pel·lícula italiana del 1914 dirigida per Nino Oxilia. La protagonista de la pel·lícula és Francesca Bertini.

## Argument
La princesa de Monte Cabello, divorciada del seu marit, té la custòdia de la seva filla. L'amant del seu exmarit contracta investigadors privats que aconsegueixen obtenir fotografies aparentment incriminatòries de la princesa amb Jacques Wilson. La princesa està devastada; Li prenen la seva filla i cau sota les urpes de Wilson, que l'obliga a humiliar-se apareixent en un joc per pagar els seus deutes de joc. La princesa envia una nota al príncep de Monte Cabello declarant que ja no comprometrà el seu nom.

## Repartiment
- Francesca Bertini: Princesa de Montebello
- Amedeo Ciaffi
- Anna Cipriani: Diana
- Angelo Gallina
- Andrea Habay (com Andrè Habay)
- Fulvia Perini: Comtessa de la Croix
- Elvira Radaelli

## Restauració
La pel·lícula va ser restaurada per l’ Eye Filmmuseum en col·laboració amb la Cineteca di Bologna, aquesta edició restaurada està disponible en dvd a partir de 2013 com a part de la sèrie "Cinemalibero" de la Cineteca di Bologna.